# 周永泰家族
周永泰家族，祖籍廣東東莞常平鎮橋梓村，始祖周永泰於十九世紀中葉來港發展，後其長子周少岐晉身為定例局議員，在商界名噪一時，為周氏家族奠下穩固的基礎。
周永泰家族是殖民地時期的香港四大家族之一，其餘為李佩材家族、何東家族、利希慎家族。

## 成就
周永泰家族有不少家族成員擔任政府要職，其中有周少岐、周埈年、周錫年擔任香港定例局（香港立法會前身）議員、太平紳士，而其中周埈年、周錫年更被封爵。此外，周錫年之子周啟邦和其妻譚月清（富商譚煥堂之女）是社交名人，其對生活的享受更深入民心。而周埈年之幼子周湛煌是鐘錶界名人，乃宜進利集團（已清盤）主席。
而羅便臣道1號地皮便是由家族持有的祖屋。家族於七十年代重建為廿八層的住宅大廈，將低層單位放售，家族後人將高層單位持有及多作為自住用途。

## 家族成員
- 周永泰＝李氏（1842年—1925年7月17日）
  - 周少岐（名祥發，字文輝，號少岐）＝江氏（元配），葉氏[1]，高氏，詹氏（皆庶室）
    - （周埈年的六名長兄皆死於夭折）
    - 周埈年爵士（葉氏出）＝蘇氏（元配），梁氏[2]
      - 周湛霖
      - 周湛燊（1998-2002年擔任香港賽馬會副主席、前屋宇地政署署長、前建築拓展署署長、前香港童軍總監）＝莫慧霞
        - 周嘉弘＝幸綺穎
        - 周嘉碩＝方寶寶
          - 周堯軒、周堯鏗、周堯熙、周凱盈、周凱薇

      - 周湛樵（前警務督察、輔警總監）＝盧妙賢
        - 周嘉豪（中國西部研究與發展促進會香港辦主任、2003年國際誰是誰組織優秀管理人）
        - （另有三女）

      - 周湛煌＝徐六瑩
        - 周嘉康
        - 周穎夷

      - 周雲兒＝高偉文

    - （另有六子五女（其中一女名為周麗霞））

  - 周蔭喬（名祥森，字日輝，號蔭喬）＝（一妻三妾）
    - （育有五子一女）

  - 周卓凡（名祥順，字德輝，號卓凡）[3]
    - 周耀年＝黃瑞珍[4]
      - 周啟聰＝陳壬香
      - 周啟鏗＝李碧鈿
      - 周啟謙＝周鳳屏
      - 周慕貞＝馮萬舉

    - 周錫年爵士＝劉桂慶（1904年8月26日—1967年12月17日）（越南富商之女）[5]
      - 周啟賢律師＝盧秀妍
        - 周國勳＝譚蕙菁
          - 周穎詩

        - （另有三女）

      - 周啟邦律師＝譚月清律師
        - 周國豐大律師＝黃泳霖
          - 周禮淳
          - 周禮熙
          - 周禮鈞

    - 周堃年
    - 周釗年
    - 周煥年醫生＝潘懿芳
      - 周啟堅
      - 周啟瀛＝丁浦生
        - 周廷文

      - 周慕韞

    - 周億年

  - 周祥滿
  - （另有三女）